# Демівка (Гайсинський район)
Де́мівка — село в Україні, в Ольгопільській сільській громаді Гайсинського району Вінницької області. Населення становить 1258 осіб.

## Географія
Розташоване між селами Берізки-Чечельницькі та Ольгопіль поблизу соснового лісу та гори за 22 км від селища Чечельник. У лісі, що за 4 км від села, розташована розформована військова частина. Головною вулицею Демівки є Вусачина (вул. Леніна).

## Населення
1885 року у селі мешкало 943 особи, за переписом 1897 року кількість мешканців зросла до 3310 осіб. За даними всеукраїнського перепису населення 2001 року у селі мешкало 1785 осіб, у 2020 році — 1258 осіб.
Мова
Розподіл населення за рідною мовою за даними перепису 2001 року був наступним:
| українська | 1775 | 99,44 |
| російська  | 9    | 0,5   |
| молдовська | 1    | 0,06  |

## Історія
Станом на 1885 рік у колишньому власницькому селі П'ятківської волості Ольгопільського повіту Подольської губернії мешкала 943 особи, налічувалося 140 дворових господарств, існувала православна церква, постоялий будинок.
За переписом 1897 року кількість мешканців зросла до 3310 осіб (1661 чоловічої статі та 1649 — жіночої), з яких 3212 — православної віри.

Основною достовірною версією назви села можуть виступати історичні згадки про набіги монголо-татарів у цій місцевості, котрі вирізали населення та палили села. Вже далеко від села спостерігали дим із кострищ та спалених хат. Згодом село могли назвати «Димовка» або «Димівка». Ця версія підтверджується старовинною картою Речі Посполитої за XVI—XVII століття. Назва села записана дословно «Dymówka» (пол. Dym — дим) У 1694 році повертаючись з-під Зборова, татари дуже пограбували Чечельник, багатьох жителів Демівки погнали в неволю. Ще й досі урочища за селом називається «Чорні ворота» і «Татарське». 

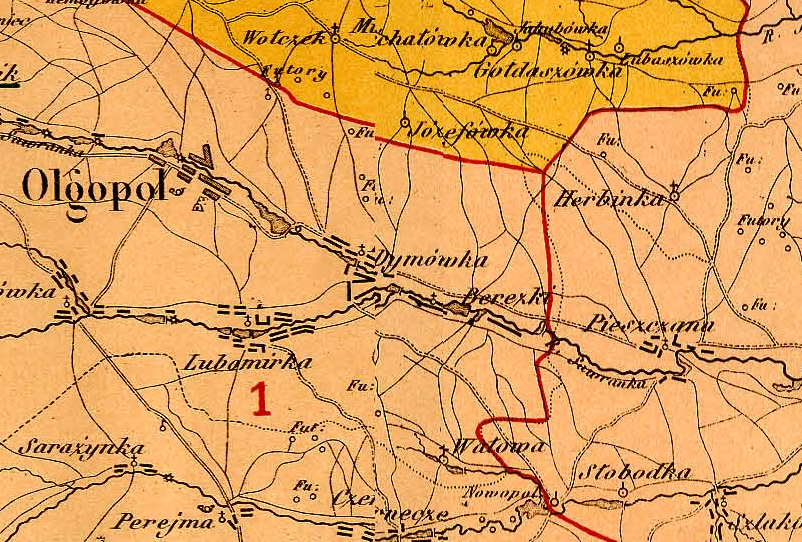
Старовинна карта села Демівка та прилеглі населені пункти.

У XIII столітті Поділля опинилося під владою монголо-татар. На завойованій території вони встановили податкові округи, які об'єдналися в улус під назвою «Подільський». Для збирання данини були призначені «отамани». Татарські баскаки, забравши від них данину, відвозили її до Золотої Орди.
Територія Поділля була втягнута у події українсько-польської війни 1648—1654 років. Селяни та козаки брали активну участь у цій боротьбі. Про це свідчать окремі історичні документи: «Де тільки були зібрані окремі загони, підкорятись не хотіли полякам. Взяті були Баланівка, Бершадь і Демівка, яка вчинила відчайдушний опір…».
Дані свідчення подій того часу є першими згадками про Демівку в історичних письмових документах. У 1654 році тут побував із своїми полками вінницький полковник Іван Богун, який спішив із Брацлава до Умані, щоб захистити місто від татар. Дізнавшись, що сюди ж прямує, спаливши Бушу, військо польського гетьмана Потоцького, він, залишивши у Демівці частину козаків, пішов виручати уманців. Розлючені опором демівчан, поляки сплюндрували містечко і вирізали поголовно все його населення. Чечельницька Демівка розділила долю ямпільської Буші.
Демівка була втягнута і у події гайдамацького руху. Після приєднання в складі земель Правобережної України до Росії, демівчани опинилися під владою поміщика Липинського, що побудував у 1821 році у селі кам'яний п'ятиголовий храм на честь Різдва святої Богородиці.
Реформи 70—80-х років. XIX століття покращили культурне та освітнє життя села. У селі на кінець XIX століття було 4 церковних школи — дві для хлопчиків і дві для дівчат. На початку XX століття село було досить великим. В ньому проживав 3305 чоловік. Володіли селом поміщики Сованський та Томашевський.
У період революційних подій 1905—1907 років зафіксовано виступи селян. Ще в 1904 році демівські селяни почали вести боротьбу проти поміщиків, підпалюючи їх маєтки і травлячи посіви. Козаки в Демівку були прислані негайно. Розшукували організаторів страйку Кучеришиного Варнаву та Пащенка Єрофея. Побили нагаями багатьох жителів села і поїхали придушувати страйк сусідньому селі Любомирка.
Під час першої світової війни з чоловічого населення Ольгопільського повіту було сформовано 2509-й піхотний полк.
Після подій 1905—1907 років. життя в Демівці поступово починає виходити в нормальне русло. У 1909 році в центрі села побудовано млин. В другій половині 1912 року розпочато будівництво телефонної мережі і перша ділянка її була здана 1 грудня того ж року, а будівництво всієї мережі було завершено до 1 жовтня 1913 року.
У 1913 році ставилось питання про будівництво залізниці Ольгополь-Балта (через Демівку), але на заваді стала перша світова війна. У цей час у заняттях місцевих жителів переважало землеробство. У середньому з однієї десятини 1912—1913 років збирали (в пудах): пшениці: озимої — 93, 2; ярової — 63,5; жита: озимого — 84,3; ярового — 48; ячменю: озимого — 71; ярового — 65; вівса: 71, 52; кукурудзи: 63; гречки: 48,5; картоплі: 317; цукрового буряку: 1162; коноплі: 23,9; льону: 55,5.
У липні 1917 року була створена волосна Рада. Почалася влада на новий лад. В Демівці селяни знищили поміщицькі економії та палац Собанського, який нараховував 72 кімнати, а майно забрали по домівках. Головою першого волосного ревкому Демівської волості став Віденко Кирило Захарович.
З 12 липня 1920 року головою Демівського волосного ревкому став Янішевський К. Г. Демівський сільський ревком був створений 8 березня 1920 року, головою став Сухачевський Микола Устимович. 1921 року у Демівці були організовані волосний виконком і сільвиконком.
На початку 1920-х років політична ситуація в районі залишилася гострою. 27 квітня 1920 року загін Тютюнника несподівано захопив Демівку і заарештував Сухачевського. Після розгрому загону Тютюнника основною владою на селі стала сільська Рада та комітет незаможних селян, головою якого був Кобилянський А.
20 вересня 1923 року в Демівці організовується товариство «7 листопада», а 16 жовтня 1924 року с/г товариство «Прогрес».
За результатами перепису 1926 року село Демівка було досить великим, де мешкало 4267 осіб, основну частину населення складали українці, поряд із якими проживали євреї та росіяни. У 1928 році в Демівці нарахувалося 1357 одноосібних селянських господарств, які мали в користування 3885 десятин землі.
Колективізація 1928—1929 років зруйнувала традиційні форми і методи сільського господарювання, розорила село, привела до занепаду землеробства і тваринництва.
31 липня 1928 року голова Демівської сільської ради Кучер надіслав до райцентру відомість, в якій зазначалося, що «Демівка та 4227 демівчан. Село є бідняцько-середняцьким. В селі існують споживче товариство, куди входить 570 осіб, членів партії 97 осіб, неорганізованої бідноти 169 осіб, середняків 104 особи. Існують бурякове товариство та меліоративне, що провело закладку виноградників на площі 10 десятин, товариство по спільній обробці землі, куди входять 10 чоловік, з них 7 бідняків 3 середняки, що господарюють індивідуально. У центрі села розташовано труд-школа, є 2 млини. Економічний стан у порівнянні з довоєнним часом у галузі землезабезпеченості покращав. Село є виключно хліборобське, хоча є скотарство та свинарство».
Восени 1929 року в Демівці організовується колгосп «Жовтнева перемога». Першим головою колгоспу був Сауляк Кіндрат Єфремович. У їхньому розпорядженні 12 пар коней, 8 пар волів, 3 сівалки, одна молотарка, декілька плугів та дерев'яних борін.
Село постраждало від Голодомору 1932—1933 років.
У селі на кінець 1934 року нарахувалось 7 колгоспів: «Спільна праця», «Будьонного», «імені Молотова», «3-й вирішальний», «Жовтнева перемога», «1 травня», «8 березня». Відбулось відкриття лік пунктів, селянського будинку.
Під час Другої Світової війни 530 демівчан були призвані на фронт або пішли добровільно, 328 з них не повернулися. Частини Червоної Армії, що відступали, залишили село наприкінці червня, а 27 липня 1941 року до села увійшли окупанти. Демівка, як і сусідні села, була включена до так званої «Трансністрії», переданої німцями румунським окупантам. Тимчасова окупація не лише завдала селу господарської шкоди, а й загубила життя тридцяти демівчан, а ще тридцять були вивезені на примусові роботи до Німеччини.
Бої за звільнення Демівки точились з 14 по 22 березня 1944 року. Демівку звільняли частини 80 гвардійської стрілецької дивізії. У боях за село полягло 178 офіцерів та солдат Червоної Армії. Серед них старший лейтенант Шелковніков Яків Якович, лейтенанти Двойкін Мойсей Йосипович, Дітаков Микола Володимирович, сержанти і рядові Шевченко Арсен Захарович, Поприго Іван Демидович, Чабан Михайло Якович, Дяченко Іван Дмитрович та інші. Славний бойовий шлях у роки війни пройшли Котенко О. І., Бевзюк В. І., Рахнянський Г. Ф., Савенчук А. С., Пащенко Г. Д., Рудик С. Л., Самар Т. С., Токарчук В. та багато інших демівчан. Вже у повоєнні роки, у 1968 році в центрі села споруджено монумент Слави, пам'ятник в пам'ять про демівчан, що загинули під час німецько-радянської війни.

### Легенди

#### Легенда про Чорні ворота
У часи панщини на місці теперішнього магазину по вул. Леніна, були Чорні ворота. Біля воріт стояв брамовий. За ворітьми жив пан. Люди не пам'ятають прізвище цього пана, а називали його вусатий. З тих пір ця вулиця в народі називається Вусачиною.
Коли наставав вечір, як пригонили людей із панщини, Чорні ворота закривали. Зранку, коли на небі з'являлося сонце людей гнали на панщину. І так званий брамовий відмикав Чорні ворота. Коли люди йшли найматися на роботу до цього пана, то вони казали: йду до Вусатого на панщину. Старі люди навіть тепер, йдучи в магазин, кажуть: «Йду до Чорних воріт».

#### Легенда про Лізвору
До джерела в урочищі Лізвора приїжджають на відпочинок не тільки місцеві жителі, а й з усього району.
Старожили села розповідають, що на місці сьогоднішнього урочища у давні часи стояла церква. Одного разу під час служби вона пішла під землю. На цьому місці ключем забила вода. З тих пір люди йдуть до цього джерела, п'ють цю воду, вмиваються нею і вірять, що ця вода цілюща. А ще кажуть, що коли прийти перед Пасхою в четвер у Лізвору і прикласти вухо до землі, то можна почути як дзвонять дзвони.
Кожного року на свято Пантелеймона сотні людей з'їжджаються з сусідніх сіл, щоб покуштувати, скупатися в цілющій воді. В цей день демівський священик разом з іншими священиками з других сіл району проводять відправу, освячують воду.

## Відомі люди
- Кифоренко Борис Борисович — український військовик, полковник (військове звання отримав 25.08.2014 р.), командир 121-го окремого лінійно-вузлового полку зв'язку Сухопутних військ ЗСУ, в/ч А1214 (смт Черкаське Дніпропетровська область). Загинув під час виходу з оточення поблизу міста Іловайськ.